# انقلاب ۱۸۴۸ سیسیل

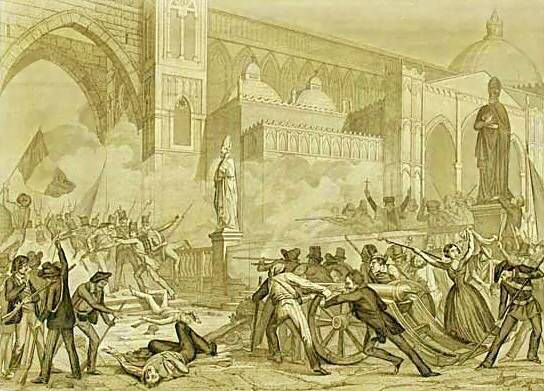
انقلاب در پالرمو (۱۲ ژانویه ۱۸۴۸)

انقلاب ۱۸۴۸ سیسیل همزمان با سایر جنبش‌های ۱۸۴۸ در اروپا رخ داد. این انقلاب در ژانویه آن سال شروع شد و بنابراین یکی از نخستین انقلابات ۱۸۴۸ میلادی به حساب می‌آید. از سال ۱۸۰۰ میلادی سه انقلاب در سیسیل علیه حکمرانی خاندان بوربون اتفاق افتاده بود: قیام ۱۸۴۸ منجر به استقلال ۱۶ ماهه این جزیره گردید. قانون اساسی سیسیل در این ۱۶ ماه نسبت به اروپای آن زمان، بسیار پیشرفته و دموکراتیک بود و الگویی برای سایر مناطق ایتالیا محسوب می‌شد. انقلاب ۱۸۴۸ سیسیل تأثیر زیادی بر پایان حکومت بوربون‌ها در دوسیسیل گذارد که با تصرف جنوب ایتالیا در ۱۸۶۱ میلادی و الحاق آن به حکومت تازه تأسیس پادشاهی ایتالیا کامل گردید.